# گوژوخوو
گوژوخوو (به لاتین: Gorzuchów) یک روستا در لهستان است که در گمینا کووزکو واقع شده‌است.